# Sarangua Enkhbaatar
Sarangua Enchbaatar (mongolisch Сарангуа Энхбаатар, englisch Sarangua Enkhbaatar, auch: Sarangua Ėnchbaatar; * 11. August 1994) ist eine mongolische Leichtathletin, die sich auf den Sprint spezialisiert hat.

## Sportliche Laufbahn
Erste Erfahrungen bei internationalen Meisterschaften sammelte Sarangua Enchbaatar im Jahr 2009, als sie bei den Jugendasienspielen in Singapur mit 63,51 s in der ersten Runde im 400-Meter-Lauf ausschied. 2013 schied sie bei den Ostasienspielen mit 13,33 s in der Vorrunde über 100 Meter aus und 2022 schied sie bei den Asienspielen in Hangzhou mit 13,07 s im Vorlauf über 100 Meter aus und belegte mit der mongolischen 4-mal-400-Meter-Staffel in 3:52,33 min den siebten Platz.
2022 wurde Enchbaatar mongolische Meisterin im 100-Meter-Lauf.

## Persönliche Bestzeiten
- 100 Meter: 12,1 s, 17. September 2022 in Ulaanbaatar